# 沃夫科維伊
50°22′18″N 25°23′17″E / 50.37167°N 25.38806°E
沃夫科維伊（羅馬化：Vovkovyi）是位於烏克蘭西部里夫內州杜布諾區代米迪夫卡市鎮的村莊，處於扎比奇河畔，始建於1545年，面積3.4平方公里，海拔高度208米，2015年人口1,210。